# Georg Stumme
Georg Stumme (Halberstadt, 29 luglio 1886 – El Alamein, 24 ottobre 1942) è stato un generale tedesco.
Entrato nell'esercito tedesco nel 1906, partecipò alla prima guerra mondiale e continuò la carriera dopo il conflitto, arrivando nel 1938 al grado di tenente generale nella Wehrmacht. Divenne un abile comandante di truppe motocorazzate e si distinse in particolare durante la campagna dei Balcani e l'operazione Barbarossa.
Destituito nel giugno del 1942 per un grave incidente sul fronte russo con perdita di informazioni segrete, venne trasferito nel settembre dello stesso anno sul fronte del Nordafrica per assumere il comando del Deutsches Afrikakorps in sostituzione del feldmaresciallo Erwin Rommel, ma morì per un attacco cardiaco all'inizio della seconda battaglia di El Alamein.

## Biografia

### Dagli inizi al 1938
Nel 1906 entrò a far parte del Deutsches Heer come ufficiale cadetto in seno al 1º reggimento di cavalleria prussiano e l'anno successivo venne promosso a sottotenente. Partecipò quindi alla prima guerra mondiale e nel 1918, dopo la sconfitta, rientrò tra quegli ufficiali e sottufficiali cui fu permesso di rimanere nei ranghi delle forze armate tedesche: poté dunque continuare la carriera militare, ricevendo la promozione a colonnello il 1º agosto 1933; tre anni dopo fu nominato maggior generale e infine, il 1º aprile 1938, raggiunse il grado di tenente generale. Georg Stumme era un uomo basso e assai energico, portava sempre un monocolo e soffriva di alta pressione, un problema che dava al suo viso un permanente aspetto rubizzo: forse per questa caratteristica somatica era soprannominato dai suoi soldati Feuerball, cioè "palla di fuoco".

### La seconda guerra mondiale
Il 1º settembre 1939 ebbe inizio la seconda guerra mondiale e Stumme partecipò all'invasione della Polonia alla testa della 2. Leichte-Division (divisione leggera), divenuta in seguito la 7. Panzer-Division. Nel 1940 fu decorato con la prestigiosa Croce di Cavaliere ma lo stesso anno il comando della divisione corazzata passò al generale Erwin Rommel e Stumme, sebbene fosse stato promosso a General der Kavallerie il 1º giugno, non partecipò alla vittoriosa campagna di Francia. Nel 1941 Stumme venne ulteriormente nominato generale e assunse il comando del XXXX Panzerkorps, con il quale ebbe parte attiva nelle campagne militari in Grecia e in Jugoslavia.. In particolare diresse con abilità l'avanzata dei suoi panzer nell'aspro territorio greco, sconfiggendo una brigata corazzata britannica nella battaglia di Ptolemais e aprendosi la strada verso Atene.
Nel giugno 1941 scattò l'Operazione Barbarossa e Stumme dimostrò ancora una volta le sue capacità alla testa del XXXX Panzerkorps, inserito nel Gruppo d'Armate Centro del feldmaresciallo Fedor von Bock: catturò Možajsk il 18 ottobre, fece 30.000 prigionieri durante la battaglia di Velikije Luki e avanzò nella steppa innevata fino a 50 miglia dalla capitale Mosca, ma le proibitive condizioni climatiche e i violenti contrattacchi sovietici lo costrinsero in ultimo a ordinare la ritirata. Nell'estate 1942 avrebbe dovuto, sempre alla guida del XXXX Panzerkorps, prendere parte alla grande Operazione Blu (la seconda offensiva tedesca in territorio sovietico), ma accadde un increscioso imprevisto: l'ufficiale addetto alle operazioni della 23. Panzer-Division, che stava viaggiando in aereo con i piani dettagliati dell'attacco, venne abbattuto il 19 giugno e i preziosi documenti caddero in mano ai sovietici. Stumme venne riconosciuto responsabile e deferito alla corte marziale da un infuriato Adolf Hitler. La corte gli comminò cinque anni di detenzione in una fortezza militare ma in virtù dei suoi ottimi trascorsi di servizio, e dell'intercessione di von Bock, Stumme fu comunque graziato.

### Il fronte africano e la morte
Si preferì trasferirlo sul fronte nordafricano nei ranghi del Deutsches Afrikakorps; arrivato il 19 settembre 1942, assunse effettivamente il comando delle forze italo-tedesche il 22 al posto del feldmaresciallo Erwin Rommel, ritornato in Germania per sottoporsi a cure mediche. Stumme s'impegnò per stemperare la grande tensione serpeggiante negli ufficiali e nella truppa per le cattive condizioni generali, oltre a tentare di migliorare i rapporti con l'Alto Comando italiano. Stumme ereditò il piano difensivo predisposto nelle settimane precedenti da Rommel, ma sembra che non fece sforzi per affinarlo; lo stesso Rommel, inoltre, dubitò della bontà della scelta del suo sostituto, inadatto a combattere nel torrido deserto a causa dell'alta pressione sanguigna che lo attanagliava.
Il 23 ottobre 1942 i britannici dettero avvio a un massiccio bombardamento delle posizioni dell'Asse (le cui forze erano state da poco ribattezzate Deutsch-Italienische Panzerarmee), iniziando così la decisiva battaglia di El-Alamein. Il giorno dopo, 24 ottobre, Stumme stava viaggiando in auto con alcuni ufficiali verso il fronte per visionare di persona la situazione, quando la macchina finì sotto il fuoco di alcuni soldati britannici: uno degli ufficiali fu ucciso e l'autista, dopo aver svoltato bruscamente, aumentò al massimo la velocità per fuggire; il generale fu preso alla sprovvista dalla manovra e cadde dalla vettura nonostante avesse cercato di aggrapparsi. Stumme venne ritrovato poco dopo ma era già morto, presumibilmente per un attacco cardiaco. Il generale aveva 56 anni. Il suo posto venne preso dal General der Panzertruppe Wilhelm Ritter von Thoma.
A proposito di Stumme, Rommel scrisse: "Pur di comandare bene l'armata [del Nordafrica] non si risparmiò nessuna fatica, e rimaneva al fronte giorno e notte".